# Penillanura trujillano-cacereña

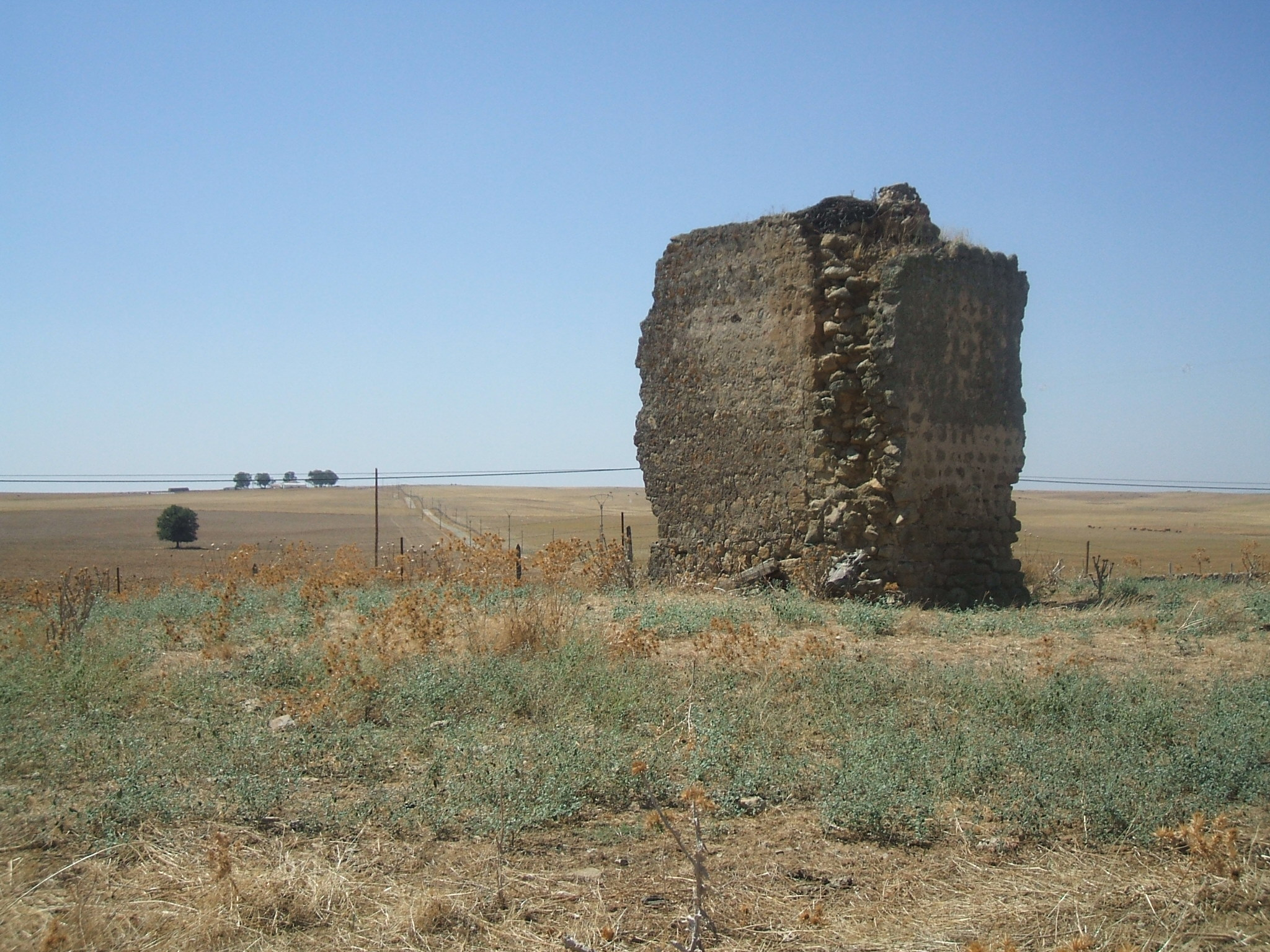
Ruinas del castillo de Belvís, en el término municipal de Villa del Rey junto a la EX-207. En la imagen puede apreciarse el típico paisaje de estepa y monte bajo que domina gran parte de esta penillanura.

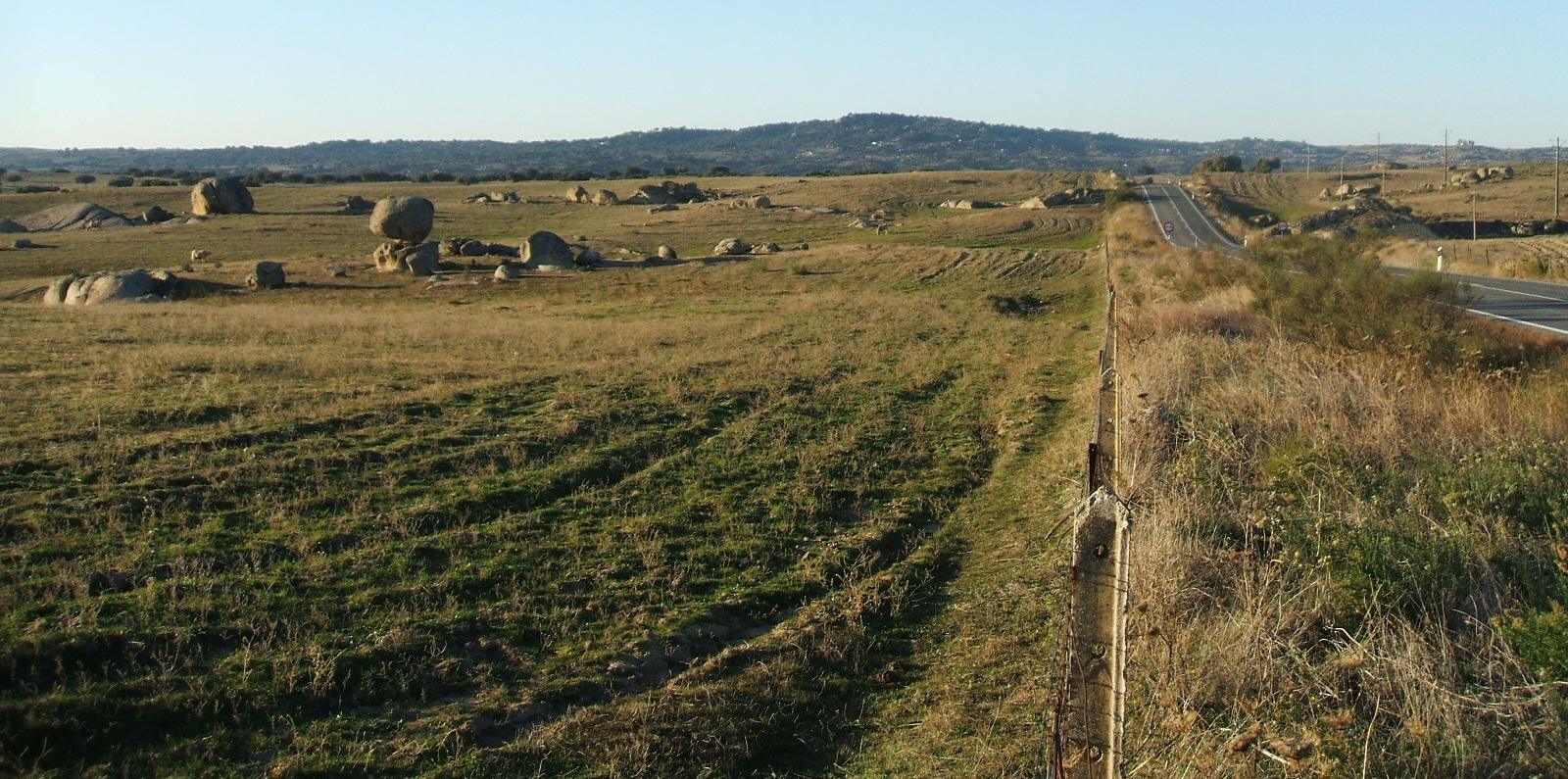
Paisaje en Navas del Madroño

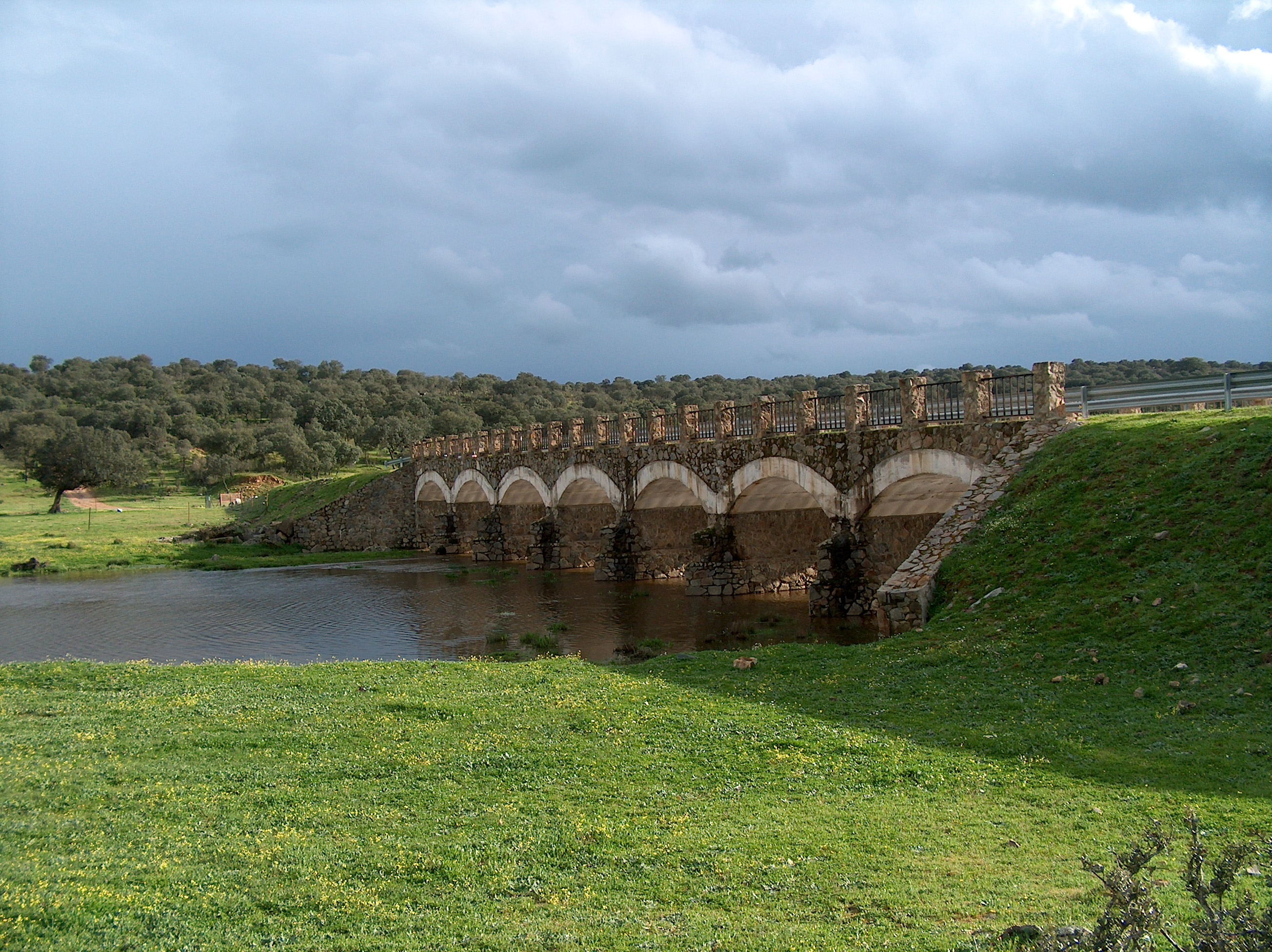
Puente sobre el río Salor en el término municipal de Cáceres, con paisaje de dehesa

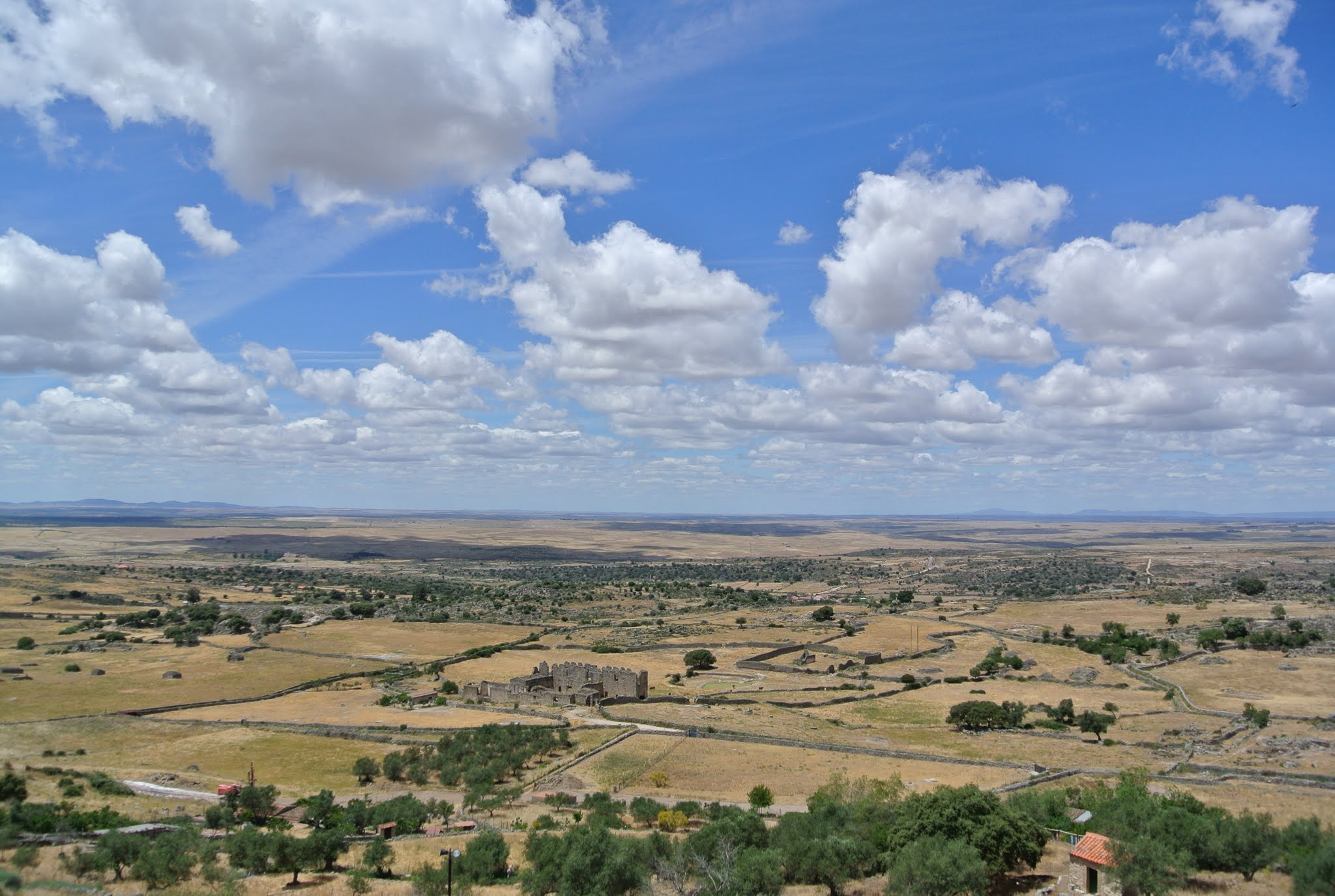
Panorámica de la penillanura desde el castillo de Trujillo

En la provincia española de Cáceres, la penillanura trujillano-cacereña es una comarca natural formada por una extensa penillanura que recorre gran parte del centro de la mitad meridional de la provincia, desde el río Tajo hasta las sierras de San Pedro y Montánchez. Recibe su nombre de las ciudades de Trujillo y Cáceres, aunque ninguna de ellas se ubica estrictamente en un terreno llano.

## Delimitación y características
No hay una definición exacta de hasta dónde se extiende la penillanura, ya que es un área natural y no una demarcación territorial. El área está delimitada al norte por el río Tajo, desde el entorno de la desembocadura del río Almonte, que incluye la zona conocida como Cuatro Lugares, hasta el entorno de la desembocadura del río Salor, donde se ubica el parque natural del Tajo Internacional. Desde el Tajo hacia el sur se extiende una extensa llanura cuya altitud oscila entre los trescientos y cuatrocientos metros sobre el nivel del mar, que tiene su punto final meridional en las diferentes sierras que forman un arco o semicírculo desde el citado tramo del río: San Pedro en sentido noroeste-sureste, Montánchez en sentido oeste-noreste y el entorno montañoso de Villuercas-Ibores-Jara cerrando el área al este.
A pesar de que las ciudades de Trujillo y Cáceres dan nombre a la penillanura, por extenderse grandes áreas de sus términos municipales por el paisaje llano, ninguna de estas dos ciudades tiene su casco urbano ubicado estrictamente en la zona llana. En el caso de Cáceres, la ciudad se asienta sobre un conjunto de colinas conocidas colectivamente como los Alcores de Cáceres, entre los que destacan la sierra de la Mosca y la sierra de Aguas Vivas (esta última más conocida coloquialmente como "La Sierrilla"), que forman una prominencia completamente rodeada por el paisaje llano. Por su parte, la ciudad de Trujillo se ubica en el límite entre el llano y las primeras cuestas de la sierra de Guadalupe. La mancomunidad Tajo-Salor es la única área administrativa rural que se ubica casi íntegramente en la penillanura: todos sus municipios tienen todo o la mayor parte de su territorio en la penillanura, excepto Piedras Albas (que se ubica al otro lado del Tajo) y Aliseda (en la sierra de San Pedro). Además de las áreas citadas, se ubican en esta penillanura total o principalmente los municipios de Membrío, Salorino, Herreruela, Santa Marta de Magasca, La Aldea del Obispo y la mayoría de los pueblos ubicados entre Cáceres y la sierra de Montánchez.
El carácter seco de la zona hace que no existan muchos cursos de agua importantes, formándose una zona de estepa, monte bajo y dehesa en la que predomina la agricultura de secano y numerosos terrenos que solamente sirven para que paste el ganado, lo que contrasta notablemente con la agricultura de regadío ubicada en el norte de la provincia. Entre la ciudad de Cáceres y la sierra de San Pedro, el principal curso de agua es el río Salor, que nace en Montánchez y desemboca en el Tajo cerca de Membrío; su principal afluente es el río Ayuela, que nace cerca del nacimiento del Salor y le sigue en paralelo hasta desembocar entre Malpartida de Cáceres y Aliseda. En el noreste de la penillanura, destaca el río Almonte, que nace en Navezuelas y desemboca en Alconétar; sus principales afluentes son el río Tozo, el río Tamuja y el río Guadiloba.
Desde el punto de vista de la geología, la penillanura forma parte de la llamada "Zona Centroibérica" del Macizo Ibérico, dominado por un complejo de esquisto, pizarra y grauvaca, con algunos afloramientos de rocas ígneas. El área emergió en el Carbonífero y adoptó su actual forma a partir de la orogenia varisca, que la dejó con una estructura geológica vulnerable a la erosión. El área cuenta con un clima mediterráneo que, según la clasificación climática de Köppen, se encuadraría en el "clima mediterráneo típico (Csa)".